# Liga Suprema de Ucrania 2006-07
La Liga Suprema de Ucrania 2006-07 fue la 16.ª edición del campeonato de fútbol de máximo nivel en Ucrania. Dinamo Kiev ganó el campeonato.

## Tabla de posiciones
|     | Equipo                | Pts | PJ | PG | PE | PP | GF | GC |
| --- | --------------------- | --- | -- | -- | -- | -- | -- | -- |
| 1.  | Dinamo Kiev           | 74  | 30 | 22 | 8  | 0  | 67 | 23 |
| 2.  | Shajtar Donetsk       | 63  | 30 | 19 | 6  | 5  | 57 | 20 |
| 3.  | Metalist Járkov       | 61  | 30 | 18 | 7  | 5  | 40 | 20 |
| 4.  | Dnipro Dnipropetrovsk | 47  | 30 | 11 | 14 | 5  | 32 | 24 |
| 5.  | Tavriya Simferopol    | 42  | 30 | 12 | 6  | 12 | 32 | 30 |
| 6.  | Chernomorets Odessa   | 41  | 30 | 11 | 8  | 11 | 36 | 33 |
| 7.  | Metalurg Zaporizhia   | 40  | 30 | 10 | 10 | 10 | 25 | 32 |
| 8.  | Karpaty Lviv          | 37  | 30 | 9  | 10 | 11 | 26 | 32 |
| 9.  | Metalurg Donetsk      | 36  | 30 | 9  | 9  | 12 | 26 | 35 |
| 10. | Kryvbas Kryvyi Rih    | 35  | 30 | 7  | 14 | 9  | 29 | 36 |
| 11. | Zarya Lugansk         | 34  | 30 | 9  | 7  | 14 | 23 | 43 |
| 12. | FC Járkov             | 33  | 30 | 8  | 9  | 13 | 26 | 38 |
| 13. | Vorskla Poltava       | 31  | 30 | 7  | 10 | 13 | 23 | 28 |
| 14. | Arsenal Kiev          | 30  | 30 | 7  | 9  | 14 | 28 | 44 |
| 15. | Illichivets Mariupol  | 25  | 30 | 6  | 7  | 17 | 23 | 39 |
| 16. | Stal Alchevsk         | 21  | 30 | 5  | 6  | 19 | 22 | 38 |

|  | Tercera ronda previa de la Liga de Campeones |
|  | Segunda ronda previa de la Liga de Campeones |
|  | Primera ronda de la Copa de la UEFA          |
|  | Segunda ronda previa de la Copa de la UEFA   |
|  | Segunda ronda de la Copa Intertoto           |
|  | Descenso a la Persha Liha                    |